# Jiří Štaidl
Jiří Štaidl (22. ledna 1943 Praha – 9. října 1973 Říčany) byl český písňový textař, scenárista, hudebník a divadelní manažer, bratr hudebníka Ladislava Štaidla, blízký spolupracovník zpěváka Karla Gotta a skladatele Karla Svobody. 

## Životopis
Mezi jeho blízké spolupracovníky patřili např. hudební skladatelé Karel Mareš či Karel Svoboda. S nimi a řadou populárních zpěváků té doby se spolupodílel na Karlínském kulturním kabaretu (přezdívaný Karkulka), vedeném Jiřím Brabcem. Zde vytvořil pro kombinovaný pořad několik povídek.V roce 1963 hrál spolu se svým bratrem v Divadle Semafor a toho roku se zde seznámil s Karlem Gottem. O dva roky později tato trojice založila vlastní malé hudební divadlo Apollo, zde působil jako jeho umělecký vedoucí.
Jedná se o autora zhruba 200 písňových textů. Byl také znám jakožto milovník krásných žen, milostný románek prožil také s někdejší československou sportovní hvězdou krasobruslařkou Hanou Maškovou nebo s Ivanou Zelníčkovou, známou později jakožto Ivana Trumpová. 
Dne 9. října 1973 ve věku 30 let zahynul při autonehodě v Říčanech.

## Seznam písňové tvorby
- poz. – píseň – interpret – (hudba) – rok

- Adresát neznámý (From Me To You) – Karel Gott – (h:John Lennon, Paul McCartney) – 1964
- Balalajka – Petr Spálený – (h:Pavel Krejča)
- Bum, bum, bum (Dám dělovou ránu) – Karel Gott – (h:Ladislav Štaidl, Karel Gott) – 1966
- Cesta rájem (Crying In The Chapel) – Karel Gott – (h:Artie Glenn) – 1965
- C’est la vie – Karel Gott – (h:Jaromír Klempíř) – 1980
- Dej mi pár okovů (Take These Chains From My Heart) – Karel Hála – (Fred Rose, Hy Heath / Jiří Štaidl a Rostislav Černý)
- Dívka toulavá – Karel Gott a Karel Hála a Jiří Kysilka – (h:Ladislav Štaidl)
- Hádej, Matyldo (Waltzing Matilda) – Karel Hála (h:Christina Macphersonová) – 1965
- Hej, hej baby – Karel Gott – (h:Karel Svoboda) – 1970
- Hej, páni konšelé – Karel Gott – (h:Jaromír Klempíř) – 1969
- Hoja hoj – Daniela Kolářová a další – (h:Karel Svoboda) – 1965
- Hvězda na vrbě – Pavel Šváb a Bohumil Starka, Olympic – (h:Karel Mareš) – 1965
- Já se tiše odporoučím – Karel Gott – (h:Karel Svoboda) – 1970
- Já toužím po životě – Karel Gott – (h:Karel Svoboda – 1970
- Jsem na světě rád (Crying Time) – Karel Gott (h:Buck Owens) – 1966
- Kávu si osladím – Karel Gott – (h:Ladislav Štaidl) – 1972
- Kdepak, ty ptáčku, hnízdo máš? – Karel Gott – (h:Karel Svoboda) – 1973
- Kdyby nepadal déšť (Je n'aurai pas le temps) – Karel Gott – (h:Michel Fugain) – 1968
- Konec ptačích árií – Karel Gott – (h:Karel Svoboda) – 1975
- Lady Carneval – Karel Gott – (h:Karel Svoboda)
- Láska bláznivá – Karel Gott – Karel Svoboda – 1976
- Lásko má, já stůňu – Helena Vondráčková – Karel Svoboda – 1973
- Loudá se půlměsíc – Marta Kubišová – (h:Jean Renard / Jiří Štaidl a Rostislav Černý)
- Mám tě rád víc než dřív (I'm Coming Home) – Karel Gott – (h: Les Reed) – 1968
- Mistrál – Karel Gott – (h:Karel Svoboda) – 1972
- Můj každodenní pláč – Karel Hála – (h:Jaromír Klempíř)
- Nachový červánek – Karel Hála – (h:Jaroslav Uhlíř)
- Oči barvy holubí (Sealed With a Kiss) – Karel Gott – (h:Gary Geld) – 1972
- Pátá – Helena Vondráčková – (h:Tony Hatch) – 1965
- Pláču, pláču sůl – Milan Drobný – (h:Karel Svoboda)
- Plakalo bejby – Petr Spálený – (h:Pavel Krejča)
- Pošli to dál – Karel Gott – (h:Jaromír Klempíř) – 1966
- Přijela pouť – Karel Gott – (h:Ladislav Štaidl) – 1973
- Proč ptáci zpívají – Karel Gott – (h:Jaromír Klempíř) – 1968
- Ptačí nářečí (Oh, Lonesome Me) – Karel Gott – (h:Don Gibson) – 1965
- Sluneční ostrov (Island In The Sun) – (h:Irving Burgie)
- Sny tuctový – Václav Neckář (h:Jaromír Klempíř)
- V máji (Il mondo) – Karel Gott – (h:Jimmy Fontana) – 1966
- Zámoří – Karel Hála a Karel Gott – (h:Ladislav Štaidl) – 1966
- Zejtra už ti sbohem dám (My Whole World Is Falling Down) – Yvonne Přenosilová a Karel Gott – (h:Jerry Crutchfield / Jiří Štaidl, Jiří Černý) – 1965
- Zlý znamení – Petr Spálený a Yvonne Přenosilová (h:Sonny Bono/č.t. Jiří Štaidl)
- Žaluju ptákům (When We Were Young) – Karel Gott – (h:Les Reed) – 1969

## Diskografie, kompilace
- 1983 Jiří Štaidl 1943-1973 – Supraphon – LP – (podtitul Texty Jiřího Štaidla zpívají Karel Gott · Jiří Korn · Michal David · Karel Černoch · Lešek Semelka a Ladislav Štaidl)